# Перський похід Юліана Відступника
Перський похід імператора Флавія Клавдія Юліана (Юліана Відступника) — римсько-перський військовий конфлікт, що стався у березні — липні 363 року на території Середньої і Верхньої Месопотамії, ініційований римською стороною як відповідь на систематичні вторгнення перських військ у римські володіння в Передній Азії.

## Передумови походу
Вторгнення римських військ під командуванням імператора Юліана Відступника на територію Персії було складовою частиною римсько-перських воєн, розпочатих ще в першій половині III ст. н. е. (після приходу до влади в Ірані династії Сасанідів), і, фактично, стало завершальним етапом Римсько-Іранської війни 338—363 рр. З кінця 330-х (з моменту закінчення терміну укладеного в 298 році 40-річного Нісібісського мирного договору) до середини 350-х рр. бойові дії між римською і перською арміями носили локальний характер. Переважно ініціаторами конфліктів в прикордонній зоні були перси, і їх найбільш значним успіхом, якщо не брати до уваги постійних дрібних набігів на римські території у Верхній Месопотамії, стало взяття в 348 році важливої римської фортеці — Сингара. Після цього перська армія повернулася на свою територію.
У наступні роки (до кінця 350-х рр.) Шапур II не робив будь-яких активних великомасштабних військових акцій проти Римської імперії. В цей час всі зусилля царя були зосереджені на організації оборони північно-східних кордонів своєї держави. Шапур, як пише Амміан Марцеллін, «був зайнятий війною з сусідами і відганяв від своїх кордонів дикі народи, які в своєму мінливому настрої часто наступають на нього, а інший раз, коли він йде на нас війною, надають йому допомогу». Противниками персів були хіоніти і кушани.
Римський імператор Констанцій II, в свою чергу, також не мав можливості організувати щодо Персії бойові дії, які могли б спровокувати відповідні дії з боку Шапура — він був поглинений боротьбою з внутрішніми (узурпаторами Магненцієм і Сільваном) і зовнішніми (сарацинами, алеманами, франками, сарматами і квадами) ворогами імперії.
Хоча складна ситуація на Сході не дозволяла Шапуру II вести проти Риму повноцінну війну, перси, тим не менш, протягом 350-х рр. систематично турбували римські прикордонні гарнізони в Месопотамії, тримаючи їх в постійній напрузі. Крім дій, спрямованих безпосередньо проти Риму, Шапур організовував напади і на союзну Риму Вірменію. В цілому антиримські дії персів були дуже успішними, власне, цьому в чималій ступені сприяли самі римляни: їх воєначальники замість організації оборони римських кордонів були зайняті грабунком місцевого населення.
Ситуація в римсько-перських відносинах знову загострилася наприкінці 350-х рр. До цього часу Шапур II переможно завершив війну на східних кордонах Персії, уклав військовий союз з колишніми супротивниками хіонітами і почав підготовку до вторгнення в римські володіння. Бойові дії почалися в 359 році, коли військом Шапура II була взята Аміда. У 360 році перси захопили ще дві римських фортеці — Сингару і Безабду.
Безпосереднім прологом до римсько-перського конфлікту 363 року став прихід до влади в Римській імперії у 361 році імператора Юліана II.

## Цілі сторін

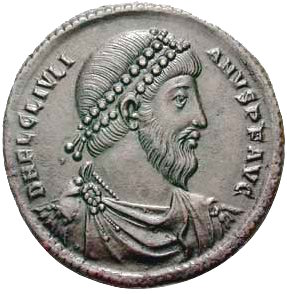
Юліан ІІ.Портрет на монеті

Відразу після приходу до влади Юліан розпочинає активну підготовку до походу проти Персії. Запланована експедиція з військово-стратегічної точки зору являла собою, незважаючи на всю її зовнішню агресивність, захід оборонного характеру. Задумане Юліаном вторгнення в Персію було запобіжним ударом, метою якого було на тривалий час убезпечити східні кордони Римської імперії від руйнівних перських набігів. Таким чином, перська експедиція Юліана Відступника була спробою переходу Риму на східному (перському) напрямку від пасивної оборони до активної.
Плани Юліана були надзвичайно амбітними: свої наміри він виклав у 362 р. у листі до св. Василія Великого, де зазначив, що хоче «поставити на коліна» Шапура II, обкласти податками і даниною населення Перської держави, та пограбувати «поселення індусів та сарацинів». Не менш амбітні загарбницькі плани виношував і шаханшах Шапур II Великий, який хотів захопити Месопотамію, Вірменію, і відсунути західні кордони Ірану аж до річки Стримон та Македонії на Балканах.
Важливу роль в організації Юліаном вторгнення на перську територію зіграли і суб'єктивні причини, а саме — честолюбство імператора. Як описує Юлінана Амміан Марцеллін: " Юліана з'їдає жага битви з двох причин: по-перше, тому що він не виносив взагалі спокою і марив бойовими сигналами і битвами, по-друге, тому що … він горів бажанням приєднати до своїх славних військових відзнак титул Парфянского "
Похід Юліана Відступника проти Персії був покликаний вирішити і зовнішньоекономічні завдання: в разі його успішного завершення імперія розраховувала взяти під свій контроль трансєвразійські торгові шляхи на їх Передньоазійському відрізку, боротьба за які взагалі була одним з ключових факторів в протистоянні Риму і його східних сусідів.
Як одна з основних цілей Юліана радянськими істориками середини XX століття висувалося також його прагнення шляхом переможної війни знизити напруження класової боротьби в пізньоримському суспільстві і зміцнити свої позиції.

## Підготовка вторгнення
Згідно з планом кампанії, розробленим в ставці Юліана, до весни 363 року підрозділи римської армії зосередилися в різних пунктах уздовж східного кордону, чекаючи підходу головних сил на чолі з Юліаном.
Дії римлян мало підтримувати вірменське військо на чолі з царем Аршаком II, який отримав наказ зосередити сили на кордоні Персії та чекати подальших вказівок Юліана. На з'єднання з Аршаком передбачалося направити 30-тисячний загін римлян під командуванням Прокопія і Себастіана. Завданням цього об'єднаного угруповання був захист північної ділянки римсько-перської кордону з метою недопущення раптового переходу персів через Тигр. Крім того, передбачалася можливість повної свободи дій римсько-вірменського війська на території перської Мідії, а також (в разі необхідності) його з'єднання з основними силами Юліана.
Дії сухопутних сил повинен був підтримувати численний — більше 1000 одиниць — флот, який, згідно з розробленим планом, повинен був слідувати паралельно армії по Євфрату і постачати її всім необхідним, а також здійснювати бойову підтримку. Крім того, в створювану річкову флотилію входили спеціальні судна для наведення переправ.

## Хід експедиції

### І етап (від виступу з Антіохії до облоги Ктесифона)
Армія Юліана виступила з Антіохії 5 березня 363 року і незабаром, з'єднавшись з іншими частинами, перейшла Євфрат. 27 березня Юліан був уже в Каллінікомі (нині — місто Ракка в Сирії).
Вийшовши з Каллініка, армія Юліана почала рух на південь, вздовж лівого берега Євфрату; по шляху проходження імператор прийняв посольство місцевих арабських вождів, які надали йому загони для виконання допоміжних функцій Одночасно прибув і римський флот, що складався з 1000 вантажних і 50 військових судів, а також 50 кораблів, пристосованих для наведення переправ — всього більше ніж 1100 одиниць. Відомості Аммиіана дещо розходяться з даними Зосима: за його даними, у Юліана було 600 дерев'яних і 50 бойових кораблів, 500 — для будівництва переправ, і безліч інших, які везли продовольство і облогові пристосування, суден разом, таким чином, — більш 1150 кораблів.
Тепер уже в супроводі флоту Юліан продовжив рух вздовж Євфрату, пройшовши повз міст Керкусій, Зайти і Дара. На початку квітня армія римлян переправилася через річку Аборе (суч. Хабур), ліву притока Євфрату, після чого наведені мости за наказом Юліана були спалені, щоб ніхто з римлян не думав про повернення назад. Далі починалися перські володіння, і війська, прийнявши бойовий порядок, стали просуватися вперед більш обережно. Колона римлян розтягнулася на 10 миль, тобто майже на 15 км. Попереду і з флангів колону супроводжував загін легкої кавалерії чисельністю 1500 вершників, що забезпечували бойову охорону основних сил римлян. Флот слідував по річці паралельно армії.
В середині квітня римляни зустріли першу ворожу фортецю — Анафу, що розташовувалася на острові посеред Євфрату. Її гарнізон, піддавшись на вмовляння і обіцянки сасанідського царевича Ормізда, який знаходився в римській армії погодився добровільно здатися. Командиру гарнізону — персові по імені Пузей — було присвоєно звання трибуна; населення вивезли до Сирії, а саме місто було спалене. Після цього армія Юліана продовжила рух вперед, знищуючи все на своєму шляху. Наступними перськими фортецями на шляху Юліана були Тілута і Ахайяхала. Обидві вони розташовувалися на скелястих островах посеред Євфрату, але, на відміну від Анафи, їх захисники не побажали здатися негайно, а заявили, що якщо римляни, просуваючись вперед, займуть внутрішні області Перського царства, то тоді і вони перейдуть на сторону переможця. Юліан, намагаючись уникнути даремних втрат, рушив далі, пройшовши місцевість під назвою Бараксмальха і місто Діакіру.
Ще через кілька днів відбулася перша сутичка між військами Юліана і персько-арабським загоном, в результаті якої противники римлян відступили. Незабаром римляни підійшли до потужної перської фортеці Пірісаборе. Після кількох днів облоги гарнізон Пірісабори, в руках якого залишилася лише цитадель, вирішив почати переговори про здачу; в результаті 2500 персів на чолі з начальником гарнізону Мамерсідом, отримавши гарантії особистої безпеки, здалися, а сама Пірісабора була розграбована і потім спалена. Весь цей час перси невпинно турбували римське військо раптовими нападами і обстрілами, часто застаючи римлян зненацька Юліан одного разу був змушений навіть застосувати децимації, щоб таким шляхом змусити своїх воїнів бути більш пильними і обережними.

Учасник цих подій Амміан Марцеллін з неприхованою гордістю і задоволенням повідомляє про жорстокість, з якою римляни розправлялися з населенням взятої фортеці:
«Разгневанные победители рубили всех, не различая ни пола, ни возраста; некоторые жители в страхе перед неминуемой гибелью, под угрозой огня с одной стороны и меча — с другой, оплакав свой конец, сами бросались вниз со стен… Так большой и многолюдный город, взятый мощной храбростью римлян, превращен был в прах и развалины. После этого славного дела мы прошли по непрерывному ряду мостов…»
З усього гарнізону під час штурму фортеці вціліло лише 80 чоловік на чолі зі своїм командиром Набдатом; взятим у полон персам було дароване життя
Після взяття і знищення Майозамальхи римська армія продовжила рух далі на південь, постійно відбиваючи несподівані напади перської кавалерії і втрачаючи при цьому достатньо велику кількість людських та матеріальних ресурсів. Досягнувши Кохи (Селевкії), римляни провели під її стінами два дня з метою відпочинку. Потім римська армія підійшла до пересохлого Каналу Траяна, проритому ще імператором Траяном під час його походу проти Парфії (і відремонтований згодом Септимієм Севером, через який не міг пройти флот, тому в канал була пущена вода, і військо, спорудивши за допомогою кораблів наплавні мости, рушило до Ктесифона, який розміщувався неподалік
Незабаром римська армія вже стояла біля воріт перської столиці.

### II етап (від бою під Ктесифоном до початку відступу)

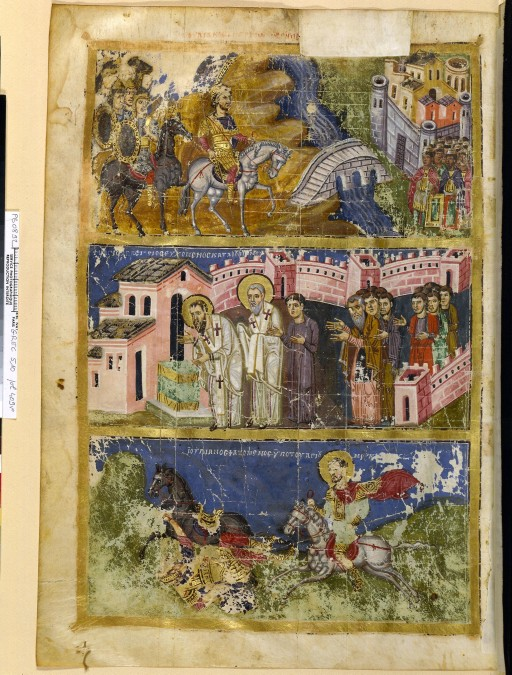
Юліан II під стінами Ктесифона (верхня третина). Мініатюра з рукопису IX століття з коментарями Григорія Назіанзина

Саме під стінами Ктесифона — в кінці травня 363 р відбулося перше велике польове зіткнення між римською і перською арміями в ході перського походу Юліана Відступника. Це один з тих нечисленних випадків, коли Амміан називає імена командувачів перської армії — в даному випадку це були «найголовніші вожді Сурена, Пігран і Нарс» (Pigran et Surena et Narseus potissimi duces). Римляни під покровом темряви на кількох кораблях переправилися через Тигр і з боєм захопили частину узбережжя, куди потім висадилося все військо. Перси змогли завдати серйозного опору римській армії і після короткого бою відступили до стін Ктесифона, тікаючи від римського війська, яке йшло їм у слід. Того дня, згідно з даними Амміана, перси втратили близько 2500 воїнів, а римляни всього 70. Майже ті ж дані наводить Зосим, з тією лише різницею, що втрати римлян за його даними склали не 70, а 75 осіб. Таким чином, під Ктесифоном римляни здобули значну перемогу, яка, однак, як показали подальші події, не принесла значних результатів.
Після битви під Ктесифоном була скликана військова рада, на якій вирішувалося питання про подальші дії: взяти в облогу столицю Персії або ж обмежитися руйнуванням прилеглих до міста областей і знищенням розрізнених груп персів. З огляду на неприступності фортеці і повідомлень розвідки про наближення основних сил персів був прийнятий до виконання другий варіант.В районі Ктесифона римська армія провела кілька днів, відновлюючи сили і шляхом грабежу поповнюючи запаси продовольства.
Однак незабаром Юліан одноосібно змінив це рішення і віддав наказ просуватися далі, вглиб Персії, залишивши Ктесифон в тилу Для підвищення мобільності римської армії імператор також наказав знищити флот, щоб не відволікати на його охорону 20000 воїнів і не бути пов'язаним з необхідністю триматися берегів Тигра. В результаті флот, який супроводжував військо майже повністю був спалений; вціліло лише 12 кораблів, які були завантажені на підводи і перебували в обозі для наведення в разі необхідності понтонних переправ.
Однак перси робили все можливе, щоб не дозволити римлянам проникнути у внутрішні райони держави, і тому ними були підпалені степ, зернові посіви і селища в тих місцевостях, якими мали проходити римські війська; це доповнювалося постійними нападами перської кавалерії. В результаті римляни виявилися без продовольства і фуражу посеред випаленої країни. Погіршувало ситуацію те, що римсько-вірменське військо, яке зосереджувалося на берегах Тигра, так і не прийшло на допомогу армії Юліана.

### ІІІ етап (від початку відступу до загибелі Юліана)
У зв'язку із оставинами, які складалися не на користь римлян 16 червня була скликаний чергова військова рада, на якій було прийнято нове рішення: повернути на північ і просуватися в напрямку римської провінції Кордуени, назустріч армії під об'єднаним командуванням вірменського царя Аршака II, Прокопія і Себастіана. Після цього перси, зрозумівши, що римляни відмовилися від своїх початкових планів і в війні стався перелом, посилили свою військову активність, і втрати римлян збільшилися.
Значний перський загін зустрів римлян 25 червня 363 р. біля селища Маранга. Тут відбувся черговий великий бій між римлянами і перської армією на чолі з Мереною, якого Амміан Марцеллін називає «командувачем кіннотою», і двома синами царя (лат. Cum Merene equestris magistro militiae filiisque regis duobus). Битва біля Маранги закінчилася без певного результату, хоча, за словами Амміана, втрати персів були більш значними. Наступного дня римські війська продовжили рух в напрямку Кордуени, а перси, вірні своїй тактиці, безперервно їх турбували раптовими атаками і засідками.
26 червня 363 р. відбулася вирішальна битва поблизу селища Туммара неподалік берега р. Тигр. В ході битви Мерена наніс кілька відволікаючих (з тилу та фронту), та два основних удари з флангів по римському війську. Головними виконавцями цих ударів стали підрозділи кінноти (вершники-катафракти) та бойові слони. Частина римської кінноти втекла з поля бою, залишивши напризволяще піхотні легіони. Багато римських піхотинців (зокрема найкращі легіони Ioviani et Gerculiani) були розтоптані перськими слонами. Армія Юліана понесла величезні втрати (до 40 000 солдат та офіцерів), та частково втратила боєздатність.
Під час бою 26 червня біля селища Туммара сталося непередбачуване: Юліан, поспішаючи на допомогу своїм солдатам, не вважав за потрібне (або не встиг) надіти обладунки, і в короткій сутичці один з кавалерійських дротиків вразив його в правий бік. Досі історики не можуть точно відповісти на питання про те, з чийого боку був пущений той дротик. Існують дві основні версії події, що з'явилися в джерелах відразу після смерті Юліана. Відповідно до першої з них, традиційної, імператор загинув від руки перського воїна (цю точку зору висловлював, наприклад, Аврелій Віктор, сучасник Юліана і один з його наближених). Версія про зрадництво не так популярна серед істориків, однак вона має своє обґрунтування. Вперше вона прозвучала у Амміана Марцелліна, а потім — у Лібанія, Сократа Схоластика та деяких інших пізньоантичних і ранньосередньовічних авторів. Відповідно до цієї гіпотези, Юліан став жертвою воїна-християнина, який перебував в римському війську і скористався слушною нагодою для усунення ненависного імператора-язичника. Основний аргумент прихильників цієї версії полягає в тому, що після загибелі Юліана ніхто з персів не був нагороджений і взагалі будь-яким чином відзначений; отже, вбивство імператора — справа рук когось із римських, а не перських воїнів. Повідомлення найбільш інформативного джерела — твори Амміана — можна розуміти по-різному. Він пише, що, коли перси вже утікали, Юліана, який опинився в гущі натовпу, «невідомо звідки, раптово вдарило … кавалерійським списом, розсікло шкіру на руці, пробило ребра і спис застряг в нижній частині печінки». У зв'язку з цим цікавою є точка зору, яку передають перські автори: Мухаммад ат-Табарі пише, що Юліан був убитий в своєму наметі стрілою, пущеною «невидимою рукою», яка потрапила в імператора. Таким чином, немає ніяких підстав віддати пріоритет тій чи іншій точці зору. Рана Юліану була нанесена в ході стрімкої сутички, і в метушні бою ніхто, швидше за все, навіть не встиг помітити, ким була нанесена імператору ця смертельна рана. Тому точну відповідь на питання про те, від чиєї руки загинув Юліан Відступник, дати складно.
У той же час деякі дослідники, на підставі додаткового вивчення джерел стверджують, що Юліан Відступник 26 червня був смертельно поранений арабським вершником з племені Бану Тайї (яке воювало на стороні Ірану), та помер в результаті вторинного травматичного шоку в ніч на 29 червня 363 року.

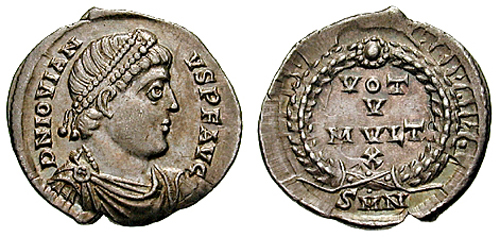
Силіква Йовіана

### IV етап (від проголошення імператором Іовіана до укладення мирного договору)
Наступного дня (27 червня) відбулися вибори нового імператора, яким став колишній командир корпусу протекторів Йовіан Римляни перебували в критичній ситуації: вони були оточені перської армією, позбавлені можливості поповнювати запаси продовольства, деморалізовані загибеллю Юліана. Тому єдиним виходом і надією на порятунок було подальший відступ до Кордуени. Військо Йовіана, пройшовши через місцевості Сумера і Хархе 1 липня досягла міста Дура, яке розташовувалося на правому березі Тиргра, однак далі просунутися воно не змогло, адже було оточено військом на чолі із самим Шапуром ІІ, не могло воно рухатися на північ і також пововнити запаси продоволбства. Римляни опинилися у критичній ситуації.
7 липня 363 р., знаючи про жахливе становище, в якому опинилося римське військо, Шапур II написав імператорові листа, в якому вимагав від Йовіана особисто прибути до своєї ставки. При цьому він погрожував римлянам, що в разі відмови ті помруть голодною смертю. Йовіан був змушений погодитися. В результаті складних чотириденних переговорів перси нав'язали Іовіану вкрай невигідний мирний договір, що мав дві головні умови: 1) передача Персії п'яти римських областей у Верхній Месопотамії (Арзані, Моксоени, Забдіцени, Регімени, Кордуени) з розташованими там фортецями, а також міст Нісібіса, Сингара; 2) відмову Рима від підтримки Вірменії.
Договір був підписаний 11 липня 363 р. на 30 років і підкріплений знатними заручниками по обидва боки Після цього відступу, виснажена безперервними сутичками з ворогом римська армія перетворила свій відступ у панічну втечу. Втрати були величезними: з походу повернулася лише десята частина армії, тобто, 6 500-7000 вояків з 65-тисячного війська, яке весною 363 р. вирушило на підкорення держави Сасанідів. Тіло загиблого імператора Флавія Клавдія Юліана було доставлено комітом Флавієм Меробавдом у Тарс в Кілікії, де і було поховане (пізніше перепоховано у Константинополі). На цьому Перський похід Юліана Відступника завершився.

## Наслідки походу
В результаті невадалої кампанії 363 року імперія не тільки поступилася Персії своїми територями, а й втратила важливе стратигічне значення і зрадила свого найвірнішого східного союзника — Вірменію.
На виконання умов договору Римське держава поступилася ключовим і в військовому, і в економічному відношенні пунками в Месопотамії — Нісібісом. Жителям Нісібіса під страхом смерті було наказано в триденний термін покинути місто, після чого місто, не дивлячись на протести городян, було зайнятий персами. Як повідомляє ат-Табарі, за наказом Шапура в Нісібіс було переселено 12000 чоловік з Істахри, Ісфахана і інших районів Перської держави.
Таким чином, жодна з цілей, переслідуваних Юліаном при підготовці до перського походу, повністю не була досягнута. Позиції сасанідського Ірану в Передній Азії різко посилилися. Проте, позитивним для Риму результатом кампанії 363 р стало підписання чергового мирного договору з Персією, що забезпечив на тривалий період спокійне життя для східних провінцій імперії. На найближчі десятиліття ареною боротьби між Римом і Іраном за переважання в Передній Азії стала територія Вірменії.